# Valentí de Roma
Valentí, del llatí Valentinus (derivat de valens, "valent") és el nom d'un sant màrtir que, probablement morí cap a l'any 270 a Roma, durant el regnat de l'emperador Claudi II el Gòtic. Celebrat el 14 de febrer, la seva personalitat s'ha confós amb les d'altres figures, com un llegendari bisbe de Terni, Valentí de Terni que, en realitat no existí. Valentí de Roma és venerat com a sant en diferents confessions cristianes.

## Hagiografia
Diu la llegenda que era un metge romà que es va fer sacerdot i que casava els soldats, tot i que això estava prohibit per l'emperador Claudi II, qui considerava incompatible la carrera de les armes amb la familiar. L'emperador, llavors, n'ordenà l'execució: fou colpejat amb pals i pedres i, finalment decapitat entre el 269 i el 273, fora de les muralles, a la vora de la via Flamínia.

## Veneració

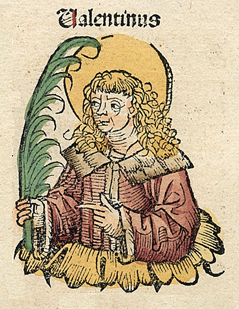
Primera representació del sant, 1493, a un gravat de la Chronica de Nuremberg

La festa de Sant Valentí fou declarada per primer cop vora l'any 498 pel papa Gelasi I, fixant-se a l'Església catòlica el 14 de febrer: el mateix dia se celebraven el sant màrtir romà i el bisbe de Terni. Després del Concili del Vaticà II, com a part d'un intent per eliminar sants amb un probable origen llegendari, Sant Valentí de Terni fou eliminat del calendari litúrgic, encara que segueix sent celebrat localment en algunes parròquies i avui, el 14 de febrer, només és dedicat a un sant de nom Valentí, màrtir a Roma. A l'Església Ortodoxa, Sant Valentí el Prevere se celebra com a hieromàrtir el 6 de juliol.
Malgrat ser, de tots dos, l'únic existent en la realitat, es va fer més rellevant i va tenir més devoció sant Valentí de Terni, i el prevere de Roma va quedar en segon terme. Les llegendes, llocs de culte i relíquies, però, estaven molt barrejats i sovint s'han confós. La primera representació gràfica que se'n conserva és molt tardana, de 1493.

### Relíquies

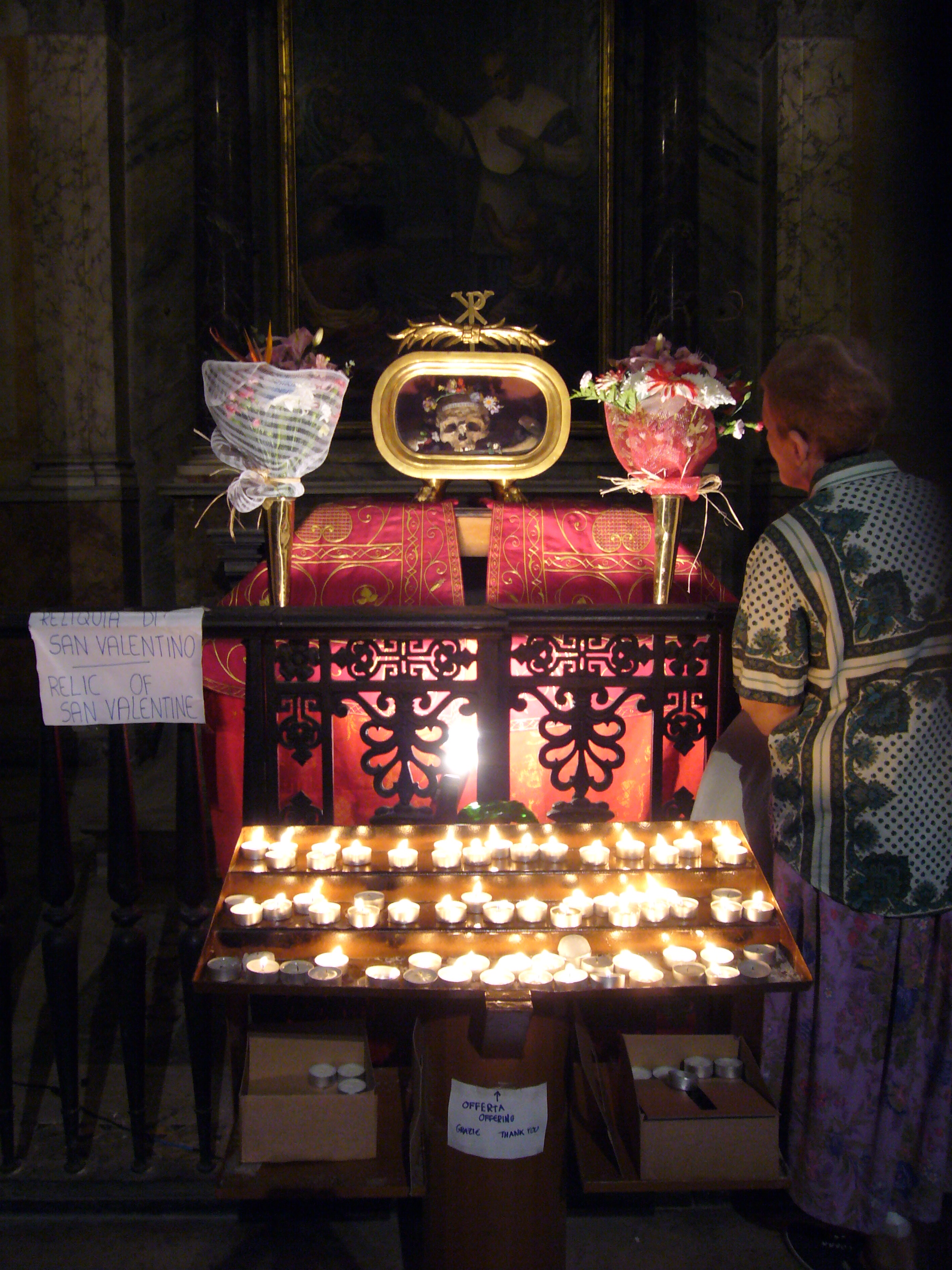
Suposat crani del sant a S. Maria in Cosmedin (Roma)

Es creia que tots dos valentins, el sacerdot romà i el bisbe, estaven enterrats a la Via Flamínia a la rodalia de Roma, la qual cosa podria ésser una prova que fossin una mateixa persona desdoblada. Al segle xii, la porta de la ciutat romana coneguda en temps antics com la Porta Flamínia (ara coneguda com a porta del Popolo) era coneguda com la Porta de Sant Valentí. A Roma, dues esglésies estaven dedicades a Sant Valentí: Sancti Valentini de Balneo Miccine or de Piscina, des del segle x, dedicada al bisbe, i la basílica de S. Valentini extra Portam, a la Via Flamínia, dedicada al màrtir romà. Aquesta última tenia l'origen en una capella funerària al lloc d'unes catacumbes i se n'atribueix la fundació al papa Juli I (337-352). Enriquida i ampliada al llarg del temps, cap al 1200 consta, però, com a hospitale S. Valentini extra urbem, o hospital de Sant Valentí. Al segle xiii, les relíquies del màrtir es van traslladar a Santa Prassede a Roma, i l'església va començar el declivi fins que va desaparèixer cap al segle xv. Un crani de Sant Valentí, però, es mostra a la Basilica de Santa Maria in Cosmedin de Roma.

#### Altres relíquies del sant
El 1836, unes relíquies van ser exhumades de les catacumbes de Sant Hipòlit de Roma i van identificar-se amb les de sant Valentí. Van ser portades a l'església carmelitana de Whitefriar Street, a Dublín (Irlanda, com a regal de Gregori XVI. El 14 de febrer, el cofre de les relíquies es porta en processó a l'altar major i s'hi fa una missa dedicada als joves enamorats.
Altres restes que s'atribueixen al sant es troben a Roquemaure (França), la Catedral de Sant Esteve de Viena i l'església de St. John Duns Scotus de Gorbals (Glasgow). Un reliquiari amb la inscripció Corpus St. Valentin, M ("cos de S. Valentí màrtir) és al Birmingham Oratory (Regne Unit), donat per Pius IX al venerable cardenal John Henry Newman.

### Patronatge dels enamorats

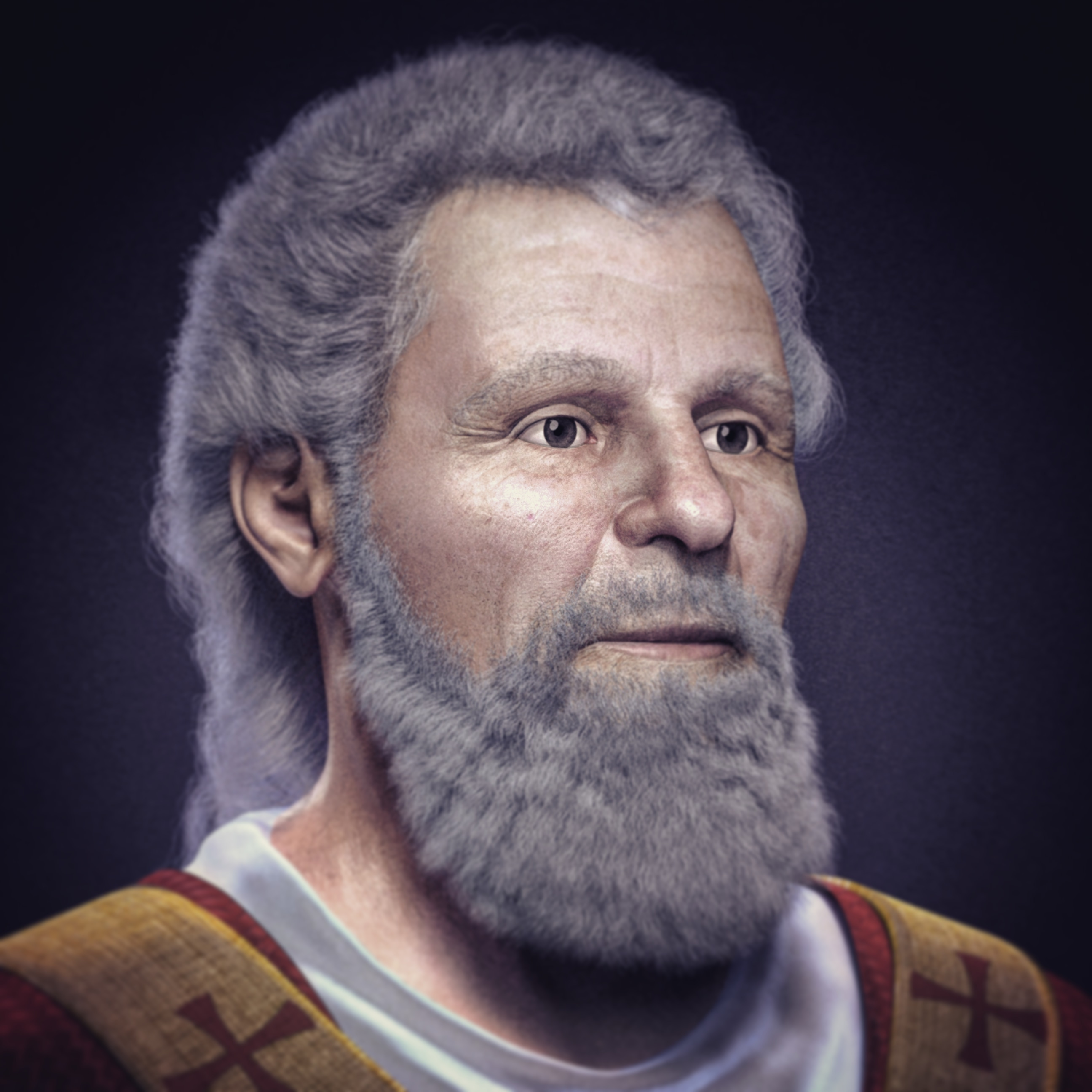
Reconstrucció forense per l'artista Cicero Moraes

Moltes de les llegendes que envolten avui el sant van ser probablement inventades durant l'edat mitjana a França i Anglaterra quan el dia festiu de 14 de febrer va començar a ser associat amb l'amor, arran de la història de Sant Valentí, que seria executat un 14 febrer per haver casat parelles en secret després que el matrimoni fos prohibit per l'emperador Claudi II. Una altra llegenda diu que és patró dels enamorats perquè la seva festa coincideix amb el moment de l'any en què els ocells comencen a aparellar-se.

## Sant Valentí de Terni
Sant Valentí de Terni o Valentí d'Interamna va ser un sant llegendari i inexistent, la història del qual s'ha originat a partir de la de Valentí de Roma, del qual es va anar diferenciant fins a donar lloc a una personalitat hagiogràfica separada. La coincidència del dia de la festivitat litúrgica del sacerdot màrtir i del bisbe, i la proximitat dels llocs de suposat enterrament són arguments a favor de la identificació de les dues figures en una. El 1969, donada la manca de proves fefaents de la seva existència real, va ser eliminat del calendari catòlic dels sants, tot i que es va mantenir en el martirologi per a les diòcesis on la seva devoció és tradicional, com Malta o Terni.

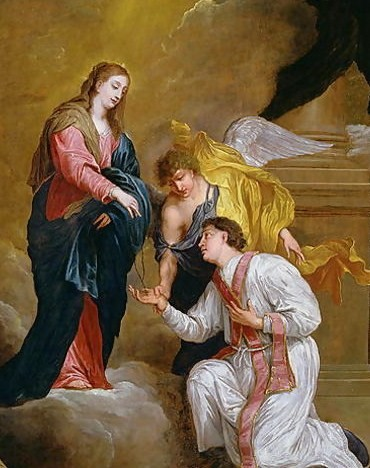
Valentí rep el rosari de la Mare de Déu, per David Teniers III
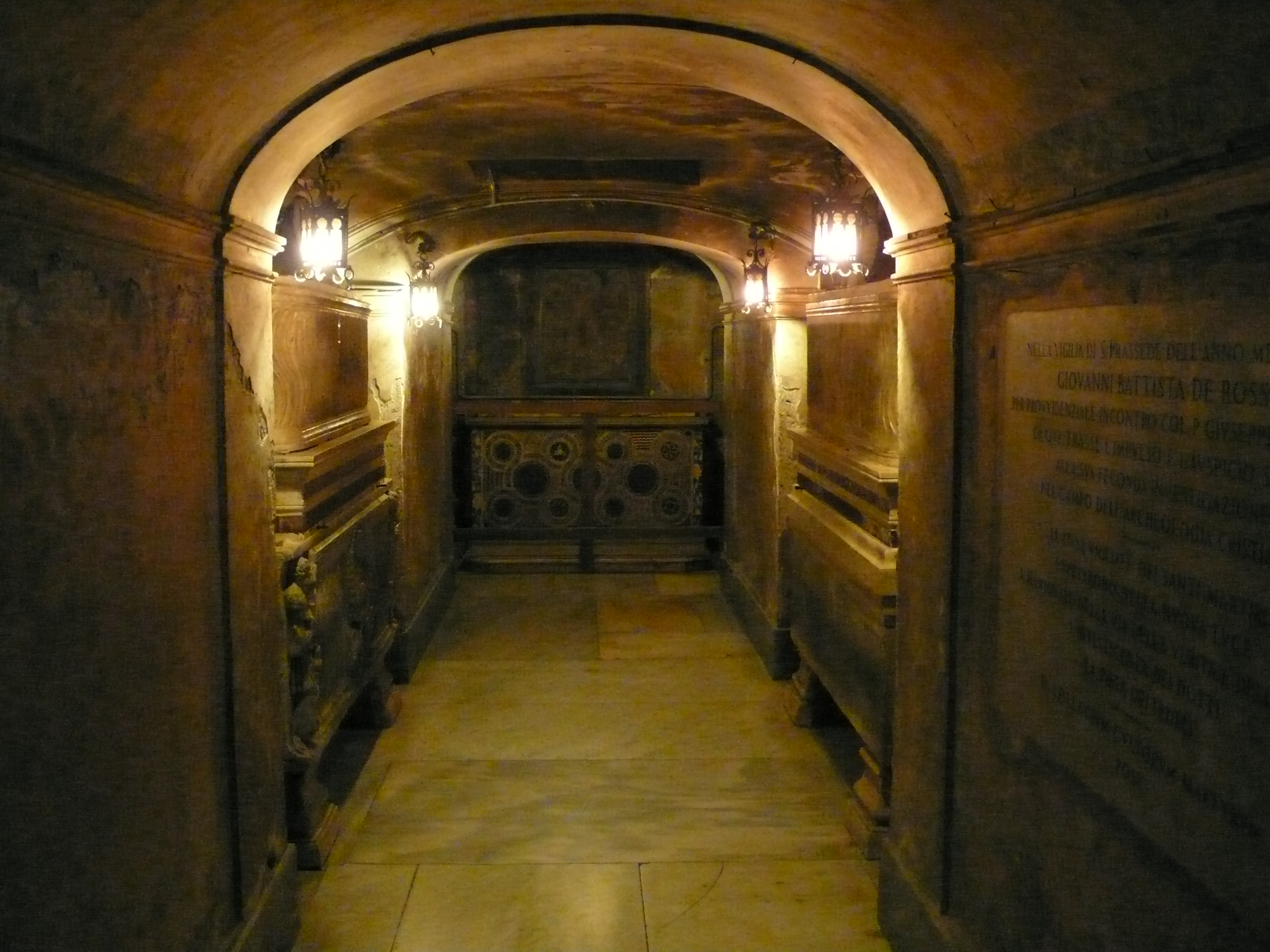
Cripta de S. Prassede (Roma), on va portar-se les relíquies del sant
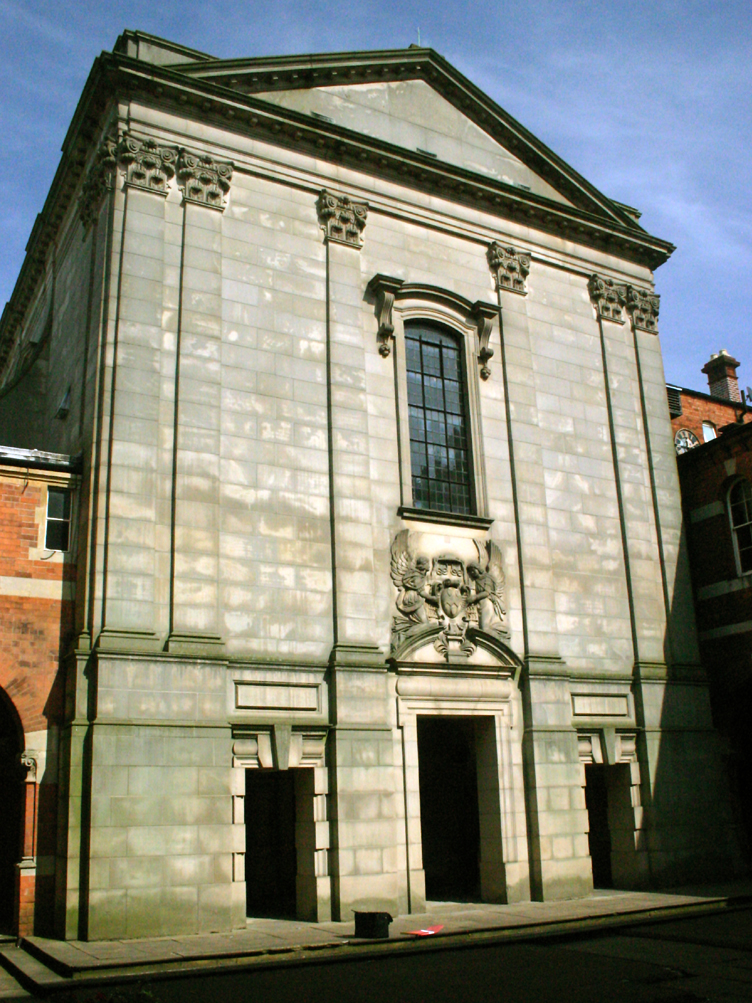
Oratori de Birmingham, amb un cos del sant
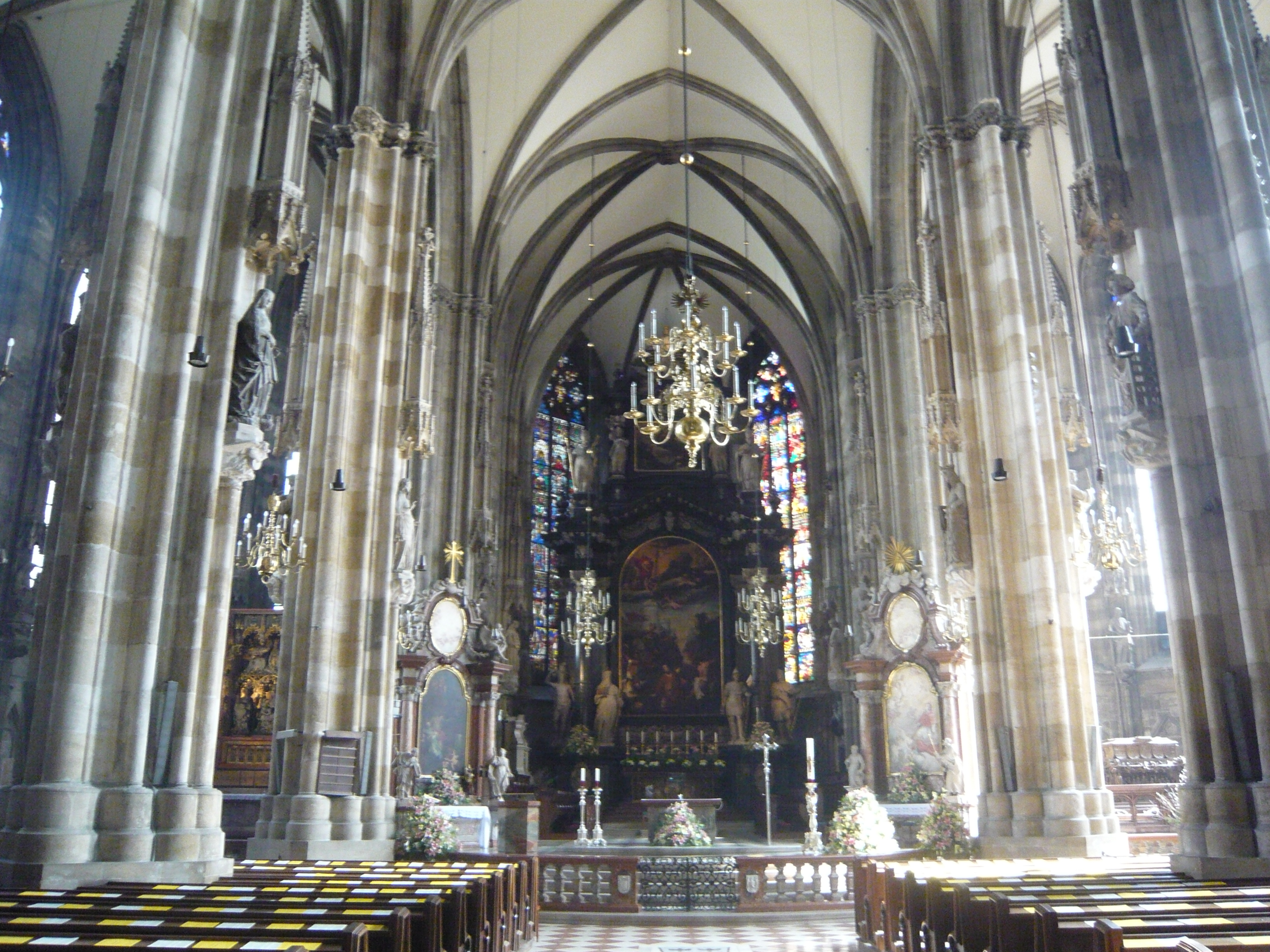
Catedral de S. Esteve (Viena), on es guarden altres relíquies del sant